# Ornithogalum bungei
Ornithogalum bungei är en sparrisväxtart som beskrevs av Pierre Edmond Boissier. Ornithogalum bungei ingår i släktet stjärnlökar, och familjen sparrisväxter.
Artens utbredningsområde är Iran. Inga underarter finns listade i Catalogue of Life.